# Ertil
Ertil (en russe : Эртиль) est une ville de l'oblast de Voronej, en Russie, et le centre administratif du raïon d'Ertil. Sa population s'élevait à 10 052 habitants en 2020.

## Géographie
Ertil est arrosée par la rivière Ertil, dans le bassin du Don, et se trouve à 112 km à l'est de Voronej et à 483 km au sud-est de Moscou.

## Histoire
Ertil fut créée en 1897 près d'une raffinerie de sucre. Elle accéda au statut de commune urbaine en 1938 et à celui de ville en 1963.
La ville possède un musée des arts et traditions locales.

## Population
Recensements ou estimations de la population
| 1939* | 1959*  | 1970*  | 1979*  | 1989*  | 2002*  |
| ----- | ------ | ------ | ------ | ------ | ------ |
| 7 100 | 10 059 | 12 648 | 13 162 | 14 144 | 12 885 |

| 2010*  | 2012   | 2013   | 2014   | 2015   | 2016   |
| ------ | ------ | ------ | ------ | ------ | ------ |
| 11 387 | 11 168 | 11 018 | 10 835 | 10 740 | 10 575 |

| 2017   | 2018   | 2019   | 2020   | - | - |
| ------ | ------ | ------ | ------ | - | - |
| 10 410 | 10 265 | 10 207 | 10 052 | - | - |